# St. Michael (Lutzingen)

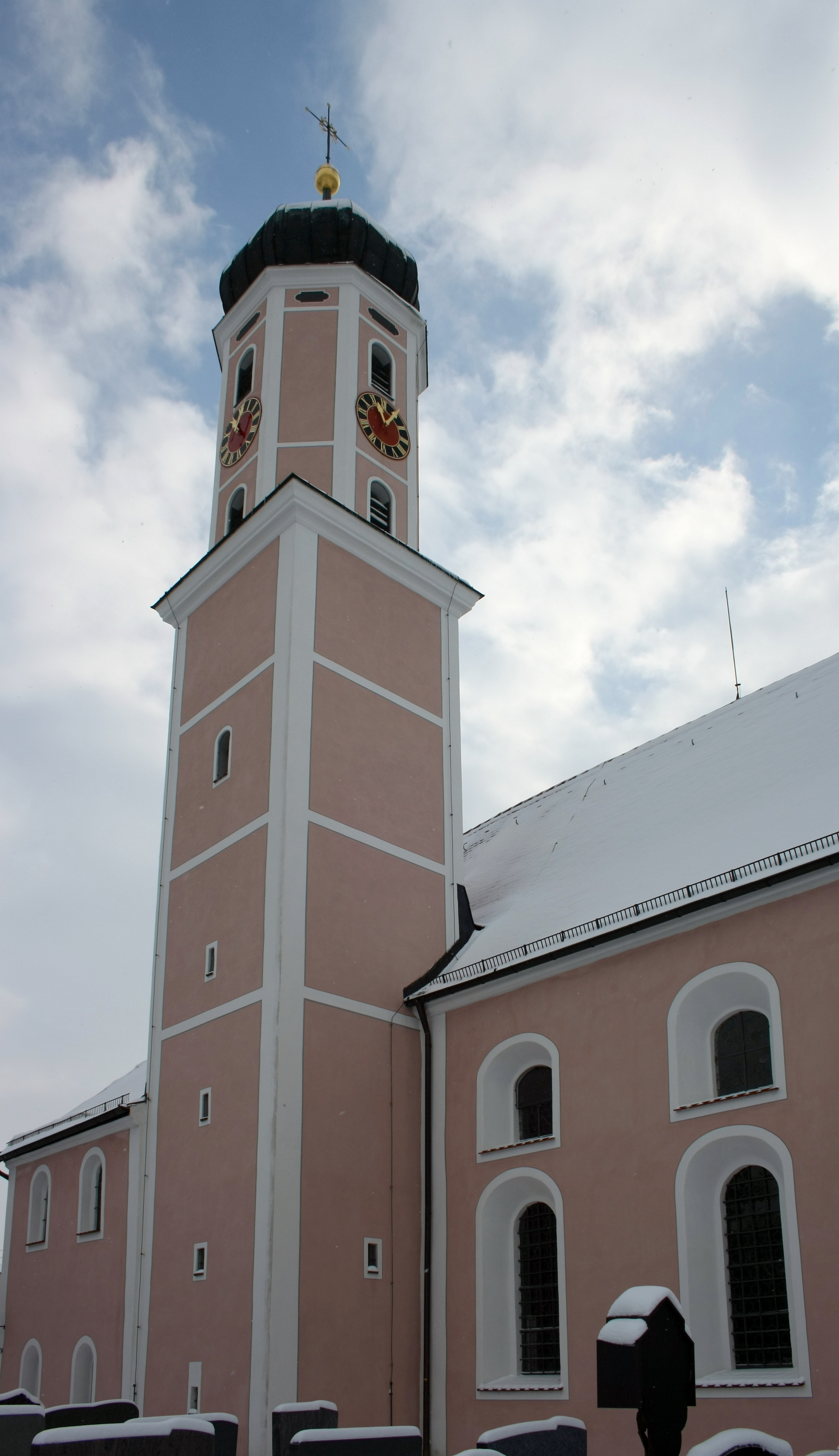
Katholische Pfarrkirche St. Michael, Ansicht von Norden

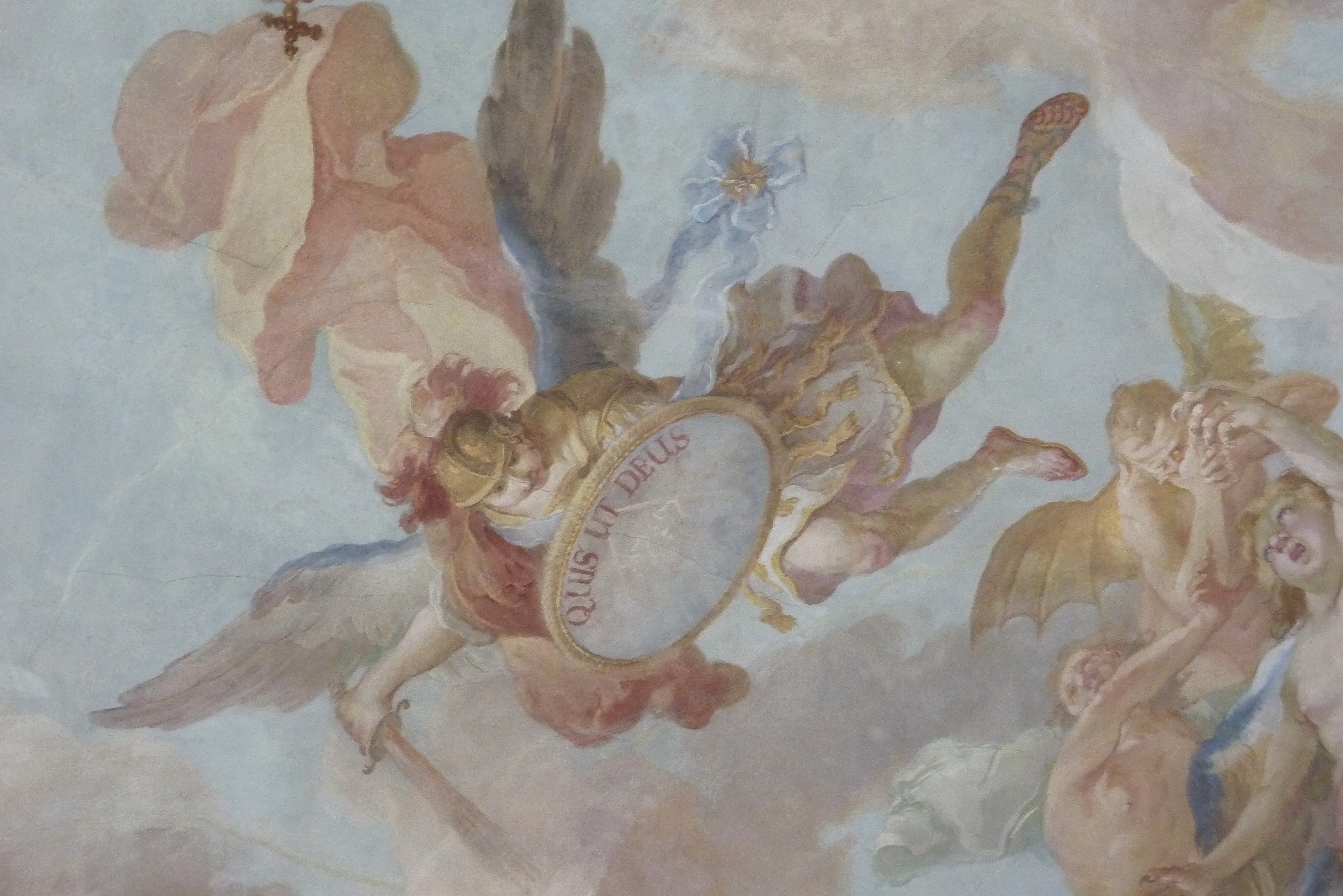
Deckenfresko des Langhauses mit der Darstellung des Erzengels Michael

Die katholische Pfarrkirche St. Michael in Lutzingen, einer Gemeinde im Landkreis Dillingen an der Donau im bayerischen Regierungsbezirk Schwaben, wurde in der zweiten Hälfte des 17. Jahrhunderts errichtet und im 18. Jahrhundert umgebaut und vergrößert. In dieser Zeit erhielt die Kirche ihre Ausstattung im Stil des Rokoko.

## Lage
Die Kirche liegt in einem ummauerten Friedhof am südlichen Ortsrand.

## Geschichte der Pfarrei

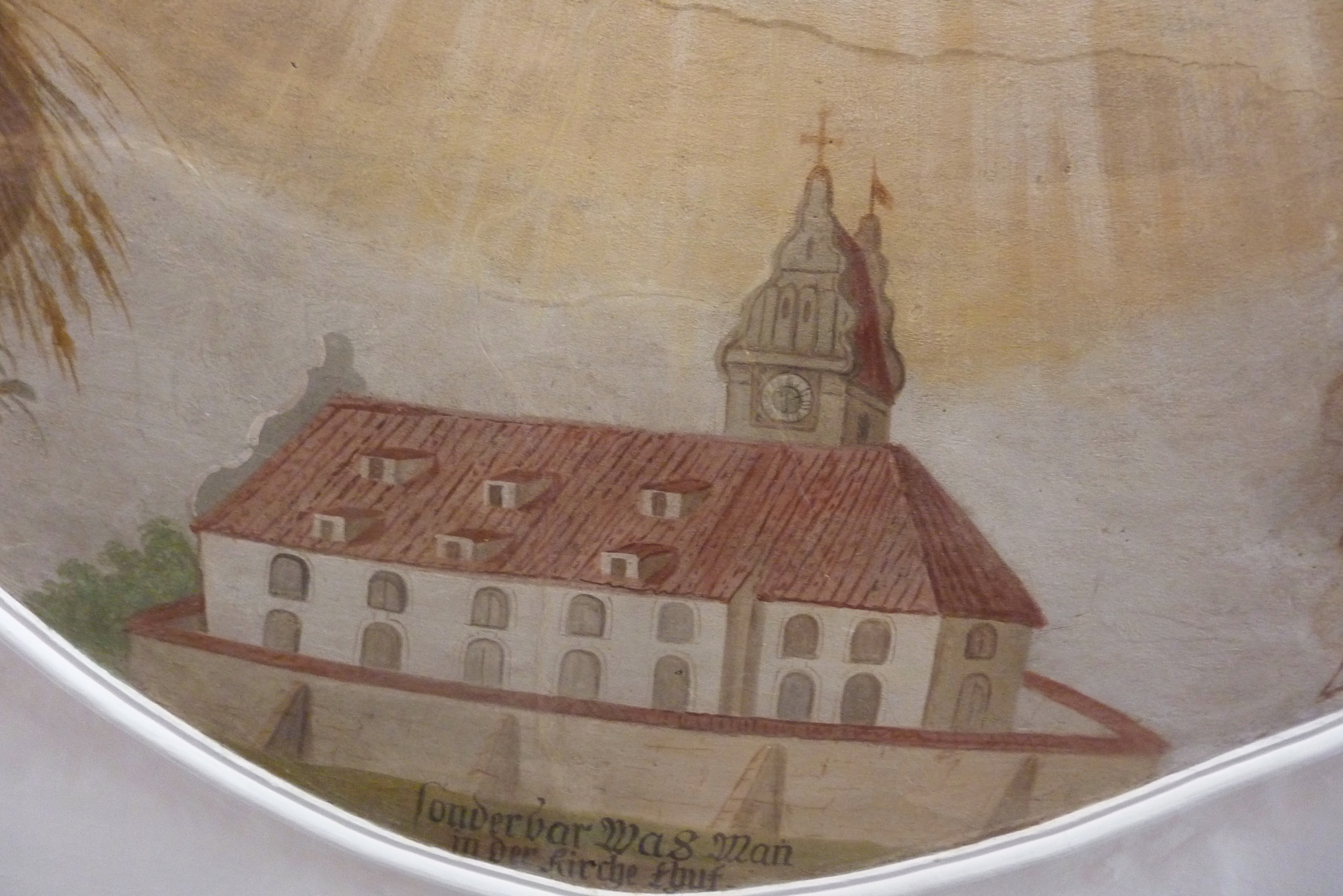
Ansicht der Kirche im 18. Jahrhundert

Der Ort wird 1250 erstmals als Luzzingen genannt. Das Patrozinium des hl. Michael deutet auf eine sehr frühe Gründung hin. Eine erste Erwähnung der Pfarrei findet sich in einer Urkunde von 1264. Von der mittelalterlichen Kirche ist allerdings nichts mehr erhalten. Sie wurde nach dem Dreißigjährigen Krieg von dem Baumeister Georg Danner aus Unterbissingen durch einen Neubau ersetzt. 1677 wurde ein neuer Chor errichtet und 1680/81 das Langhaus fertiggestellt. 1688 wurde die neue Kirche geweiht. 1766/68 wurde die Kirche von Simon Rothmüller erhöht und um ein Joch nach Westen verlängert. Anstelle des ursprünglichen Gewölbes wurde eine Flachdecke eingezogen. 1804 war der bis dahin erhalten gebliebene romanische Satteldachturm baufällig geworden und musste einem Neubau weichen, den der Höchstädter Maurermeister Franz Anton Schönherr ausführte.

## Architektur

### Außenbau
Die Kirche ist aus verputztem Ziegelmauerwerk errichtet. Im nördlichen Chorwinkel erhebt sich der quadratische, sechsgeschossige Turm, auf den zwei Oktogongeschosse mit Zwiebelhaube aufgesetzt sind. Die Westfassade des Langhauses besitzt einen dreifach gestuften Volutengiebel mit segmentbogigen Luken in der Mitte. Hier ist an der Außenwand ein Steinrelief aus der Zeit um 1700 eingemauert, das den hl. Michael mit Schwert und Waage darstellt. Zwei offene Vorzeichen an der Nord- und Südseite der Kirche bilden die Eingänge.

### Innenraum

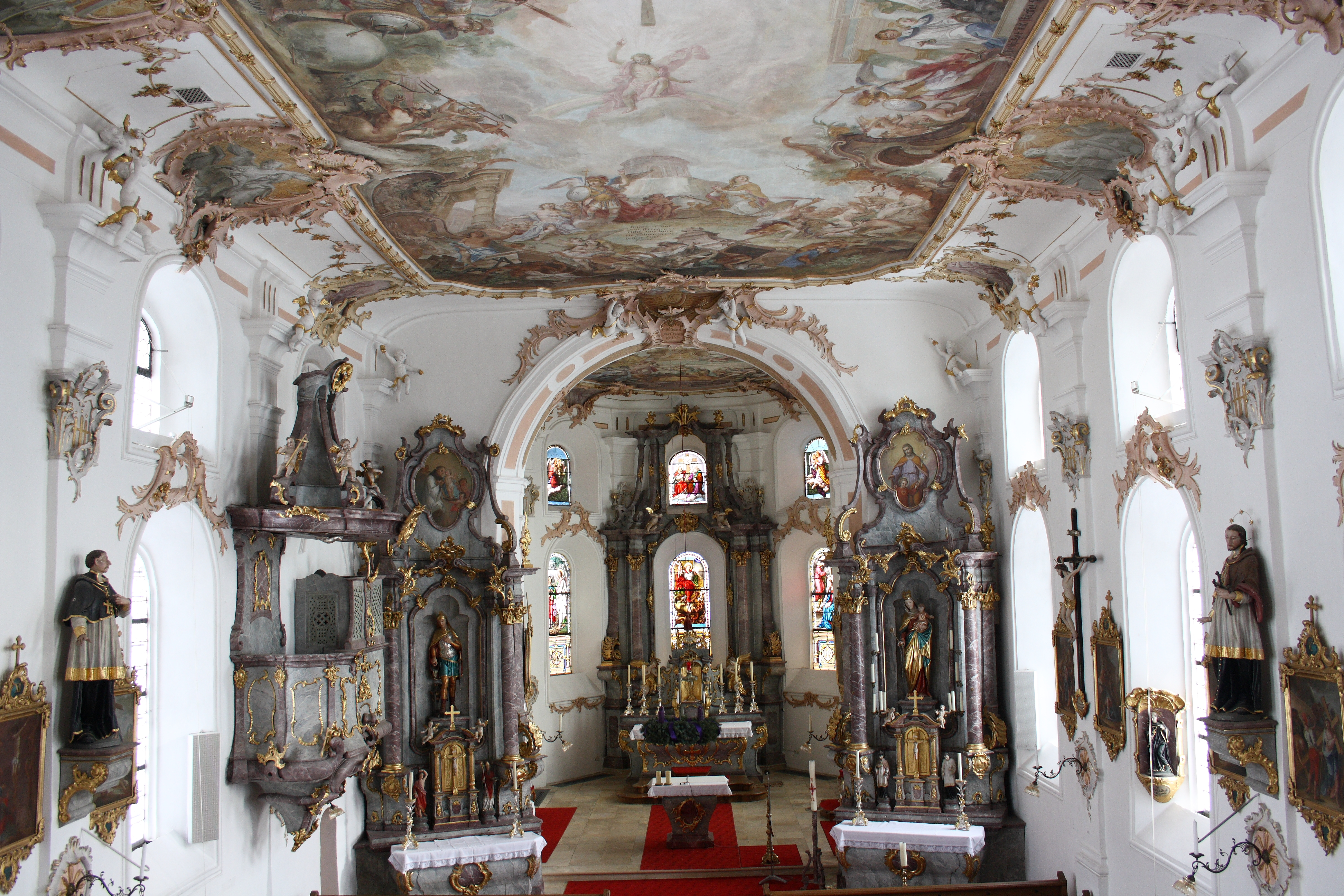
Innenraum mit Blick zum Chor

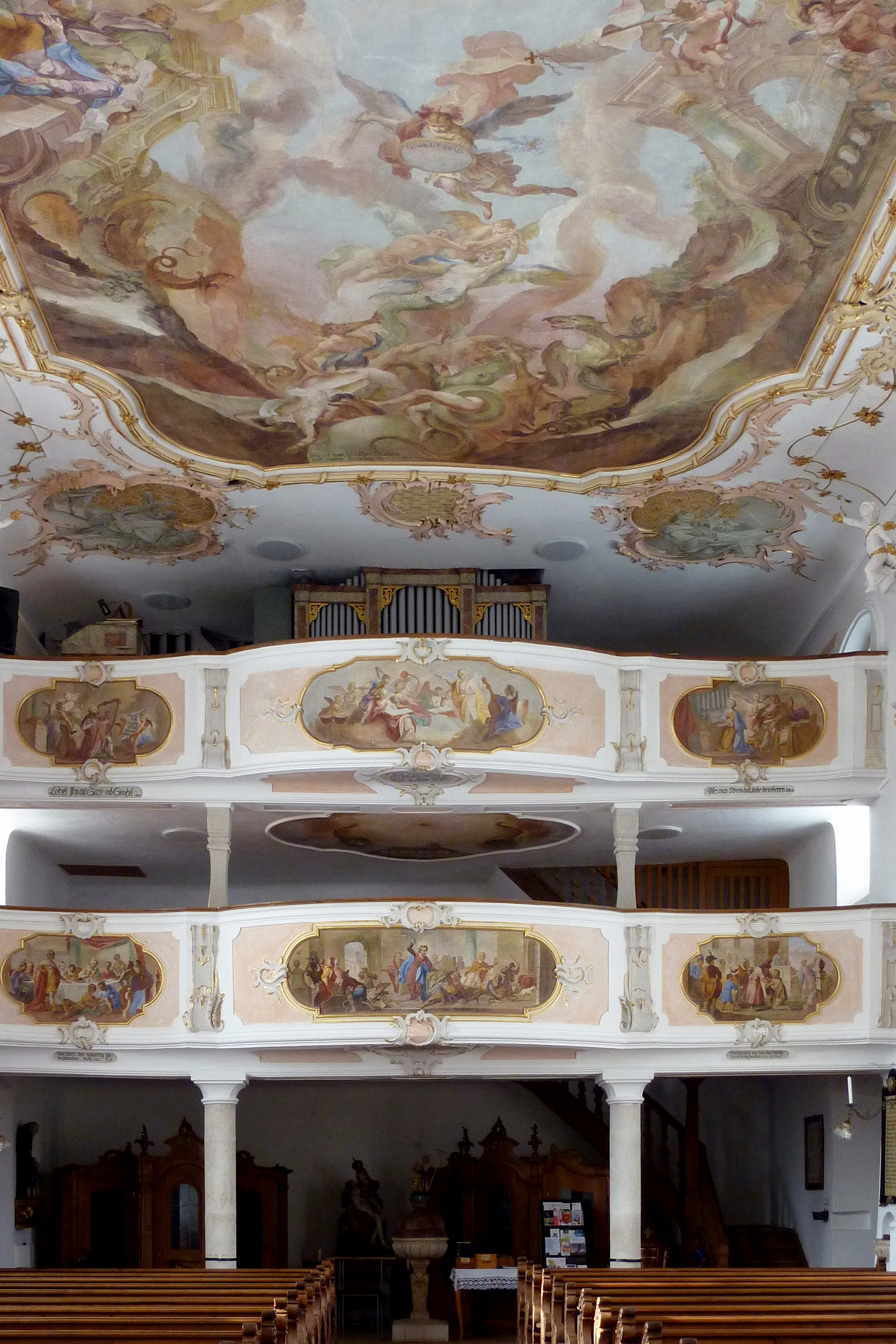
Doppelempore

Das einschiffige Langhaus ist in fünf Achsen gegliedert. Ein breiter Chorbogen öffnet sich zum leicht eingezogenen, um eine Stufe erhöhten und dreiseitig geschlossenen Chor, der wie das Langhaus mit einer Flachdecke gedeckt ist. Zwölf flache Pilaster, die die Zwölf Apostel symbolisieren, unterteilen die Wände. Sie sind mit Stuckkapitellen mit Muschel- und Blattwerk verziert und tragen Engelsputten, die Blumen in den Händen halten. Die in zwei Reihen übereinander angeordneten Rundbogenfenster des Schiffes setzen sich im Chorraum fort. Den westlichen Abschluss bildet eine geschweifte Doppelempore, die von zwei Steinsäulen getragen wird.

## Stuck und Fresken

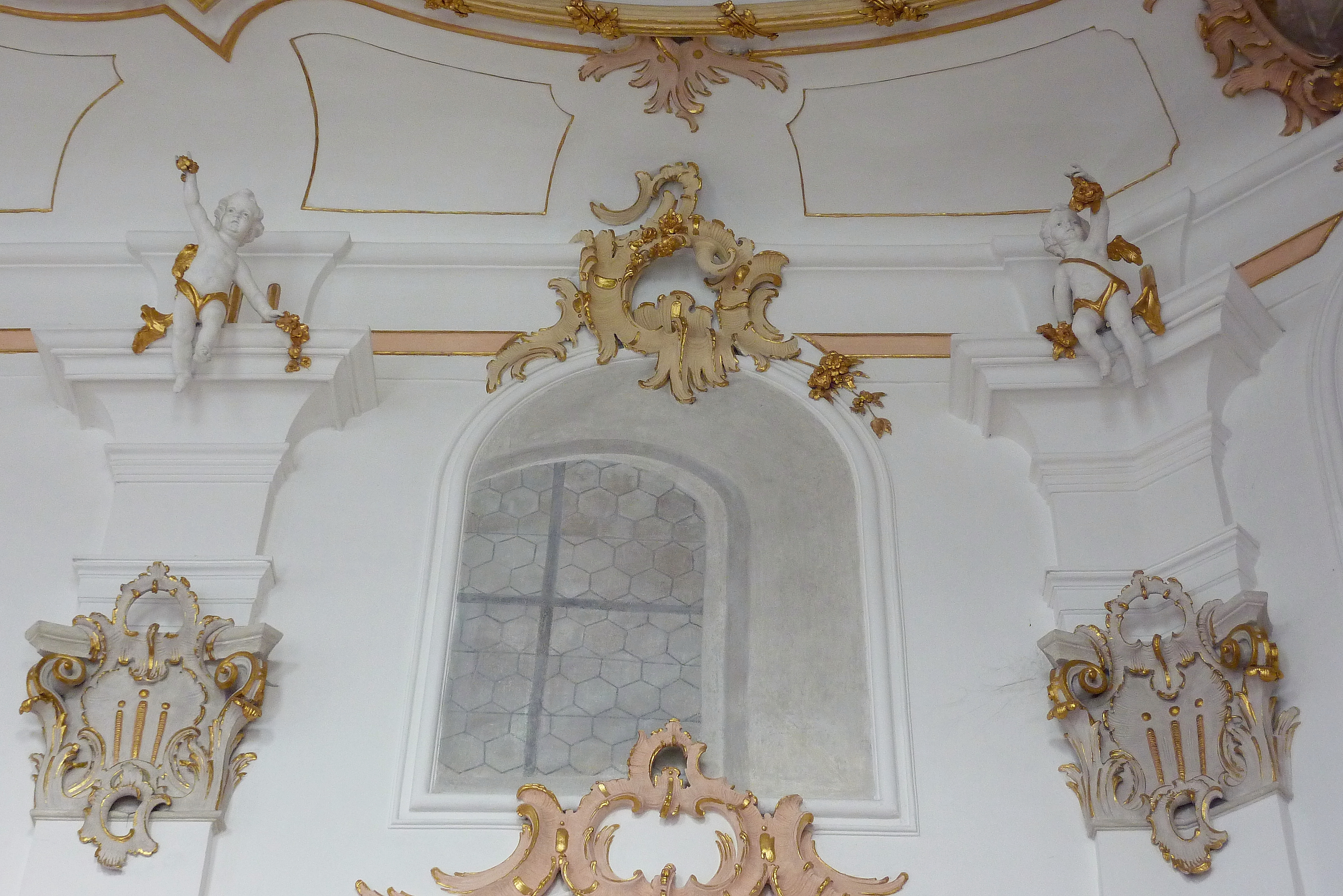
Stuckdekor von den Brüdern Johann Michael und Bartholomäus Hoiß, von 1767

Der Stuckdekor wurde 1767 von den Brüdern Johann Michael und Bartholomäus Hoiß aus Lutzingen geschaffen. Aufwändige Muschelwerkkartuschen umrahmen die Grisaillen über den Fenstern. Über dem Chorbogen befindet sich das Wappen des Herzogtums Pfalz-Neuburg mit dem Monogramm des Kurfürsten Karl Theodor. Darunter steht das Chronogramm: sanCtVs MIChaeL, arChangeLVs eCCLesIae CVstos (hl. Michael, Erzengel, Beschützer der Kirche). Die Großbuchstaben entsprechen römischen Ziffern und ergeben die Jahreszahl 1767 (MCCCCCCLLLVVVII).
Die Fresken wurden im gleichen Jahr von Johann Anwander aus Lauingen ausgeführt. Auf dem Chorfresko wird der Triumph der katholischen Eucharistielehre über die Lehren der Reformation versinnbildlicht. Ein offenes Buch auf einem Altar wird von den Evangelistensymbolen Löwe, geflügelter Mensch, Stier und Adler umgeben, darüber schweben ein Kelch und eine Monstranz. Am Obelisk befindet sich ein Porträt des Augsburger Fürstbischofs Johann Christoph von Freyberg. Daneben kniet ein Papst. Zwei weibliche Figuren, eine hält ein Bild mit der Unterschrift Seelen Ablas in der Hand, verweisen auf die Erlösung vom Fegefeuer durch den Ablass. Am unteren Bildrand sieht man links eine Weltkugel mit den personifizierten Darstellungen der vier Erdteile. Rechts daneben stürzen Häretiker in den Abgrund. Die vier Grisaillen symbolisieren die theologischen Tugenden Glaube, Hoffnung, Liebe und die Ecclesia, die Kirche.
Das Deckenfresko des Langhauses ist dem Schutzpatron der Kirche, dem Erzengel Michael, gewidmet, der beim Jüngsten Gericht die Seelen wiegt und die Seligen zum Himmel führt. Er wird als Streiter Gottes dargestellt, als Bezwinger der Teufel und Beschützer der Lebenden und Sterbenden. Auf seinem Schild steht: QUIS UT DEUS (wer ist wie Gott), was der Bedeutung des hebräischen Namens Michael entspricht. Die Inschrift an der Ostseite besagt: beschützet vor dem strengen gericht und wird sie führen in das heilige Licht, Ecclise. Darunter sieht man die Toten aus ihren Gräbern steigen. Der Mann mit dem grauen Hut wird als Selbstporträt des Malers gedeutet. Das Deckenfresko trägt die Signatur: Joh. AnWander inv. &. pinx. 1767 (Johann Anwander entwarf und malte es 1767). Um das Hauptbild gruppieren sich acht Grisaillen mit den Darstellungen der vier Evangelisten Matthäus, Markus, Lukas und Johannes und den Allegorien von Demut und Zorn, Hoffart und Sanftmut.
Die Gemälde der Emporenbrüstung wurden 1782 von Joseph Leitkrath aus Donauwörth ausgeführt. Auf den unteren Szenen werden dargestellt: Der Bettler an der Tafel des Reichen (links), Vertreibung der Händler aus dem Tempel (Mitte), Der Verlorene Sohn (rechts). Die oberen Szenen stellen links König David dar, in der Mitte musizierende Engel und auf der rechten Seite die heilige Cäcilia, die Schutzpatronin der Kirchenmusik. Auch die Unterseiten der Emporen sind mit Bildern versehen. Auf der Unterseite der oberen Empore ist die Kirche von Lutzingen vor dem Neubau des Turmes dargestellt, seitlich Füllhörner mit Früchten sowie Blitz, Feuer und Schwert und das Auge Gottes.

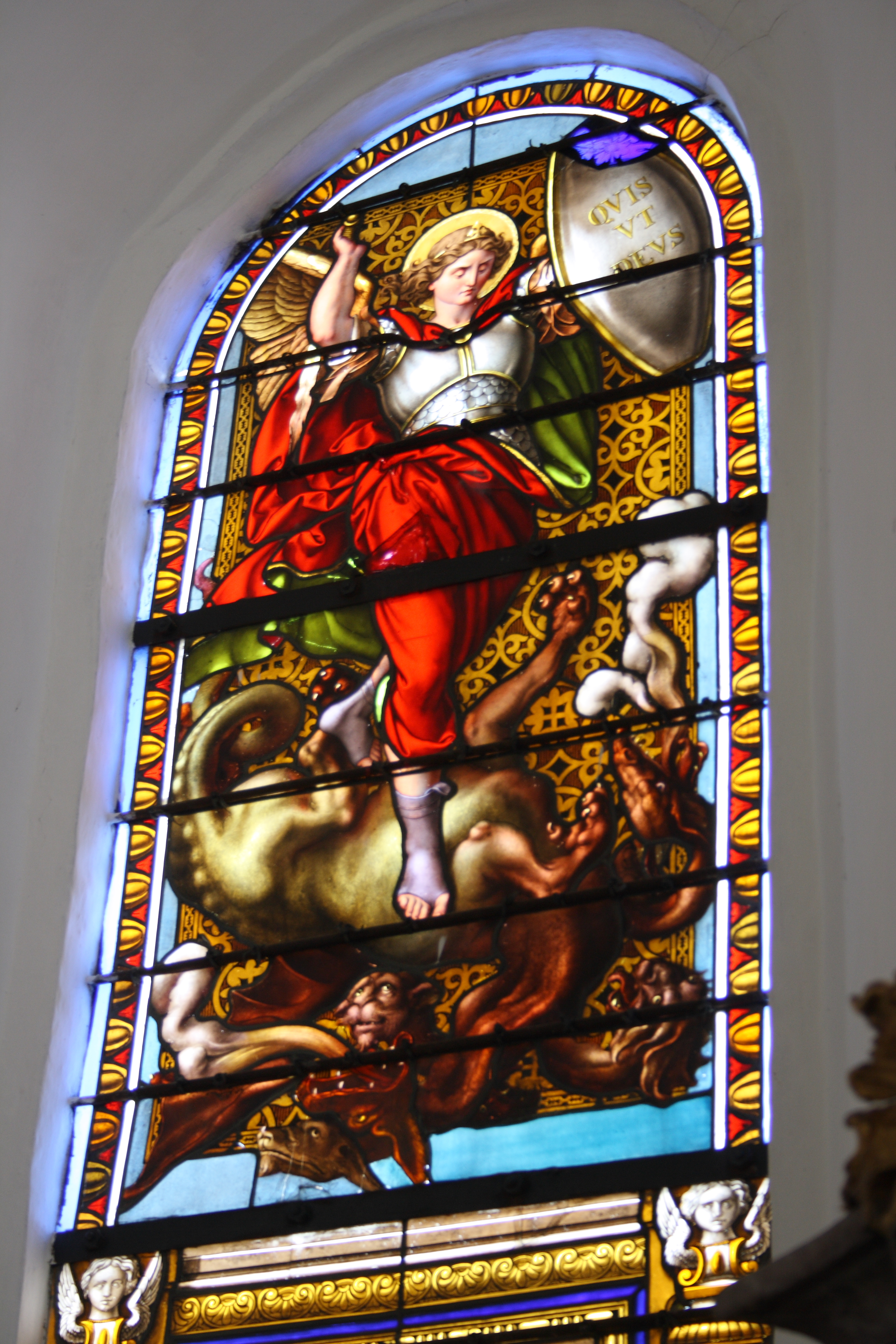
Chorfenster mit der Darstellung des Erzengels Michael

## Bleiglasfenster
Der Chor besitzt Bleiglasfenster mit figürlichen Darstellungen. Das linke Seitenfenster stellt den Erzengel Raphael dar, der den hl. Tobias begleitet. Auf dem rechten Fenster ist der Erzengel Gabriel in der Verkündigungsszene dargestellt. Das mittlere Fenster, das die Stelle des Altarbildes einnimmt, ist dem heiligen Michael gewidmet, der gegen Luzifer kämpft. Zwei weitere Fenster stellen auf der linken Seite den heiligen Paulus und auf der rechten Seite den heiligen Johannes Nepomuk dar.

## Ausstattung
Von den 1769 angefertigten Altären sind nur noch die Rahmen erhalten.
Aus dieser Zeit stammt auch die mit Muscheldekor verzierte Kanzel und ihr vergitterter Zugang von der Sakristei. Der Schalldeckel ist mit einer Volutenkrone und Engelsputten besetzt, die die Attribute für Glaube, Hoffnung, Liebe halten.
Die Skulpturen der Pietà, des heiligen Johannes Nepomuk, des heiligen Franz Xaver und des heiligen Leonhard sind Werke des 18. Jahrhunderts, ebenso die Schnitzgruppe der Taufe Jesu auf dem Deckel des Taufbeckens.
Das Taufbecken stammt aus der zweiten Hälfte des 17. Jahrhunderts. Es ist mit einem Engelskopf über einer Weintraube verziert.
Die Orgel stammt aus dem Jahr 1907 und wurde von der Firma Koulen gefertigt.